# Понте Ница
По̀нте Нѝца (на италиански: Ponte Nizza; на ломбардски: Pont Niza, Понт Нидза) е село и община в Северна Италия, провинция Павия, регион Ломбардия. Разположено е на 267 m надморска височина. Населението на общината е 787 души (към 2017 г.).